# Ластікмен (фільм, 2003)
«Ластікмен» (англ. Lastikman) — супергеройський фільм філіппінського виробництва 2003 року, заснований на персонажі коміксів Ластікменові, режисер і сценарист Тоні Й. Рейєс. У фільмі знялися Вік Сотто, Доніта Роуз, Майкл В., Джеффрі Кізон, Мішель Бейл, Енн Кертіс, Ойо Бой Сотто, Райан Айгенманн, Почоло Монтес, Елізабет Оропеса, Літо Легаспі, Еванджелін Паскуаль і Джуні Гамбоа
Фільм «Ластікмен», знятий студією M-ZET TV Production компанії Sotto, є другою екранізацією цього персонажа, майже через 38 років після виходу першої адаптації, «Ластікмен», у 1965 році. Спецефекти у фільмі створив Тоні Гапо Марбелья, який зазначений як «Спецефектмен», а пост-продакшеном займалася компанія RoadRunner Network.
Фільм вийшов на екрани 1 січня 2003 року на кіностудії OctoArts Films у рамках 28-го кінофестивалю Metro Manila Film Festival.

## Сюжет
Ларрі, професор фізики з Маніли, таємно є супергероєм Ластікменом. Мутант, здатний неймовірно розтягувати тіло та змінювати його форму. Свої надздібності він отримав у підлітковому віці, коли метеорит впав на каучукове дерево над ним. Багато років потому він стає відомим і популярним супергероєм, якого обожнюють жителі Маніли, особливо його учень Джепой, якого він регулярно рятує від хуліганів.
Після чергового нападу хулігана Райана виганяють з університету. Розлючений, він вирішує використати захоплення Джепоя Ластікменом, аби заманити його в пастку. Вдавши з себе Ластікмена, він та його друзі б'ють Джепоя майже до смерті. Поранений Джепой, відчуваючи зраду, втрачає розум. Поки поліція вважає, що Ластікмен справді побив невинного громадянина, а медіа налаштовані проти нього, Джепой замикається у своїй домашній лабораторії і за допомогою високотехнологічних гаджетів перетворюється на суперлиходія Страйкера.
Джепой, тепер уже Страйкер, нападає на банду хуліганів і намагається їх убити. Ластікман втручається, але в хаосі гине подруга Джепоя, Донна. Страйкер звинувачує Ластікмена, а поліція, що прибула на виклик, намагається його заарештувати. Ластікмену вдається втекти завдяки своїй здатності до перевтілення, і він вирішує назавжди припинити свою супергеройську діяльність.
Страйкер, все ще розлючений на Ластікмена, влаштовує хаос у Манілі, підриваючи будівлі та мости, щоб виманити його звідти. Медіа реабілітують Ластікмена, і Ларрі після розмови з дідусем (який з першого дня знає про його супергеройське альтер-его) вирішує битися з ним.
Ластікман стикається зі Страйкером, і в битві, яка спричиняє величезний хаос по всій Манілі, вони усвідомлюють, хто є хто. Приголомшений Страйкер падає в електростанції та впадає в кому. Ластікман реабілітується і знову стає героєм міста.
Через кілька днів Ларрі зустрічає на курорті свою подругу Лінду і зізнається їй у коханні, попри те, що вона закохана в Ластікмана. Коли вони цілуються, рот Ларрі розтягується, і Лінда розуміє, що Ларрі і Ластікман — це одна і та ж людина, що робить її дуже щасливою.

## Акторський склад

### Головні ролі
- Вік Сотто — Ластікмен / Ларрі
- Доніта Роуз — Лінда
- Майкл В. — Джуні Лі / Репортер
- Джеффрі Квізон — Джепой/Страйкер

### Другорядні ролі
- Мішель Баєль — Коріна Сантос
- Райан Ейгенманн — Райан
- Рейвен Вільянуева — Донна
- Воллі Байола — Воллі
- Елізабет Оропеса — місіс Ороско
- Почоло Монтес — містер Ороско
- Джуні Гамбоа — Лоло Пабло

### Спеціальні виступи
- Ойо Бой Сотто — юний Ларрі
- Енн Кертіс — юна Лінда
- Кінг Алкала — молодий Джепой
- Джейн Ойнеза — молода Донна
- Джої де Леон — Елмер
- Еванджелін Паскуаль — матір Ларрі
- Літо Легаспі — батько Ларрі

### Додаткові ролі
- Стівен Клод Гойонг — Донді
- Діндін Лларена — Мела
- Нельсон Євангеліста — Отан
- Хосе Манало — Хосе
- Джопай Пагуя — Джопай
- Мінні Агілар — Лайма
- Морін Маурісіо — Патрисія
- Юджин Домінго — Єва
- Ваху Сотто — Ваху
- Руді Майєр — Джіан
- Нононг Бангкай де Андрес — Спанкі
- Майк Гайосо — Ервін
- Марк Вергель — Томас
- Джеральд Еджерсіто — Ньой
- Річард Мерк — Річард
- Нандінг Джозеф — Елвіс
- Френсіс Пангілінан — сенатор Кіко
- Вал Сотто — начальник поліції

## Виробництво
Фільм знімався в Манілі та її визначних пам'ятках — Головному поштовому відділенні Маніли, Манільському легкорейковому транспорті (LRT-1), мерії Маніли та Стар-Сіті.

## Нагороди
| Рік      | Група                      | Категорія         | Ім'я        | Результат |
| -------- | -------------------------- | ----------------- | ----------- | --------- |
| 2002 рік | Кінофестиваль Метро Маніла | Кращий фільм      | Ластікмен   | Перемога  |
| 2002 рік | Кінофестиваль Метро Маніла | Кращий актор      | Вік Сотто   | Перемога  |
| 2002 рік | Кінофестиваль Метро Маніла | Краща жіноча роль | Доніта Роуз | Номінація |